# Red de área de campus
Una red de área de campus (CAN; acortado «red de campus») es una red informática formada por una interconexión de redes de área local (LAN) dentro de un área geográfica limitada. Los tipos de equipos de red (conmutadores, enrutadores) y los medios de transmisión (fibra óptica, cableado CAT 5, etc.) son casi en su totalidad propiedad del arrendatario/propietario del campus: una empresa, universidad, gobierno, etc. Una red de área de campus es más grande que una red de área local pero más pequeña que una red de área metropolitana (MAN) o una red de área amplia (WAN).
Una CAN es una colección de LANs dispersadas geográficamente dentro de un campus (universitario, oficinas de gobierno, maquilas o industrias) pertenecientes a una misma entidad en una área delimitada en kilómetros. 
Una CAN utiliza comúnmente tecnologías tales como FDDI y Gigabit Ethernet para conectividad a través de medios de comunicación tales como fibra óptica y espectro disperso.  